# 维托尔·巴亚
维托尔·曼努埃尔·马丁斯·拜亚（Vitor Manuel Martins Baia，1969年10月15日—），通常稱维托尔·拜亚（Vítor Baía），是一名葡萄牙足球運動員，司職守門員，2007年從葡萄牙球會波圖退役，轉任球會公關。

## 生平
拜亞出身於葡萄牙班霸球會波圖，曾於1996年加盟西班牙巨無霸巴塞隆拿，但因未能成為正選，1999年再重返波圖，一直至退役。
拜亞是早年葡萄牙國家足球隊成員，代表期間國際賽成績上不見突出，僅曾出席2002年世界杯，但很快的首圈出局。近年拜亞早已淡出國家隊，2006年世界杯亦沒有出席。

## 榮譽
波尔图
- 葡超：1990、1992、1993、1995、1996、1999、2003、2004、2006、2007
- 葡萄牙杯：1991、1994、2000、2001、2003、2006
- 葡萄牙超级杯：1990、1991、1993、1994、1998、1999、2001、2003、2004、2006
- 欧冠：2004
- 洲际杯：2004
- 欧洲足协杯：2003

 巴塞罗那
- 西甲：1998
- 西班牙超级杯：1996
- 西班牙国王杯：1997,1998
- 欧洲超级杯：1997
- 歐洲盃賽冠軍盃：1997